# Mifflinburg
Mifflinburg és una població dels Estats Units a l'estat de Pennsilvània. Segons el cens del 2000 tenia 3.594 habitants.

## Demografia
Segons el cens del 2000, Mifflinburg tenia 3.594 habitants, 1.506 habitatges, i 1.028 famílies. La densitat de població era de 762,4 habitants/km².
Dels 1.506 habitatges en un 32,1% hi vivien nens de menys de 18 anys, en un 55,5% hi vivien parelles casades, en un 9,6% dones solteres, i en un 31,7% no eren unitats familiars. En el 27,7% dels habitatges hi vivien persones soles el 13,7% de les quals corresponia a persones de 65 anys o més que vivien soles. El nombre mitjà de persones vivint en cada habitatge era de 2,39 i el nombre mitjà de persones que vivien en cada família era de 2,91.
Per edats la població es repartia de la següent manera: un 25,3% tenia menys de 18 anys, un 7,6% entre 18 i 24, un 28,6% entre 25 i 44, un 21,9% de 45 a 60 i un 16,6% 65 anys o més.
L'edat mediana era de 38 anys. Per cada 100 dones de 18 o més anys hi havia 85,5 homes.
La renda mediana per habitatge era de 34.906 $ i la renda mediana per família de 43.520 $. Els homes tenien una renda mediana de 30.568 $ mentre que les dones 21.315 $. La renda per capita de la població era de 17.161 $. Entorn del 7,6% de les famílies i el 9,9% de la població estaven per davall del llindar de pobresa.

## Poblacions més properes
El següent diagrama mostra les poblacions més properes.